# Plestiodon obsoletus
Plestiodon obsoletus (рівнинний сцинк) — вид сцинкоподібних ящірок родини сцинкових (Scincidae). Мешкає в США і Мексиці.

## Опис
Рівнинні сцинки є одними з найбільших представників свого роду, їх довжина (без врахування хвоста) становить 9-13 см, а враховуючи хвіст — до 34 см. Вони мають світло-сіре або бежеве забарвлення, нижня частина тіла білувата або жовтувата, без плям. Спинна луска має чорні або темно-бурі краї, які формують смуги на спині. Луска з боків йде навскіс до спинної луски. Вони утворюють короткі поздовжні смуги, які з'єднуються зі спинними смугами. Зустрічаються і монохромні екземпляри. Молоді особини чорні з білими плямами на губах і голові, хвіст у них синій.

## Поширення і екологія
Рівнинні сцинки поширені на Великих Американських рівнинах, від південно-східного Вайомінгу, Небраски та округу Фремонт на крайньому південному заході Айови до східної Аризони, Нью-Мексико і Техасу, а також на півночі Мексики, до північного Тамауліпасу і Дуранго. Вони живуть у відкритих кам'янистих преріях та у східних передгір'ях Скелястих гір, часто поблизу водойм, на висоті до 2000 м над рівнем моря. Ведуть денний, прихований спосіб життя, живляться комахами, їх личинками і яйцями. Впадають в сплячку до кінця березня. Парування відбувається в квітні або травні. Через кілька тижнів самиця відкладає під каміння або в іншу схованку від 5 до 32 яєць ( в середньому 12) розміром 16×11 мм. Вона охороняє і перевертає яйця, поки вони не вилупляться в кінці літа. Молоді рівнинні сцинки при народженні мають довжину близько 7 см.